# Magdalena Mosiewicz
Magdalena Mosiewicz (ur. 16 lipca 1967) – polska działaczka ekologiczna, reżyserka, współprzewodnicząca  partii Zielonych od września 2003 do marca 2008 (obok Jacka Bożka, a następnie Dariusza Szweda).

## Życiorys
Autorka filmów dokumentalnych, dyrektorka festiwalu kultury niezależnej Poza murami, działaczka Federacji Zielonych. Studia: Uniwersytet Jagielloński – filozofia, PWSFTviT w Łodzi – Wydział Operatorski. Związana ze środowiskami twórczymi i feministycznymi Trójmiasta, Krakowa i Warszawy. W 2011 nakręciła film dokumentalny o Ewie Hołuszko pt. Ciągle wierzę.
Przewodniczyła Zielonym od ich powstania we wrześniu 2003, w marcu 2008 została zastąpiona przez Agnieszkę Grzybek. W latach 2006–2009 była członkinią  Zarządu Europejskiej Partii Zielonych. Jako jedyna przedstawicielka Zielonych z Europy Środkowo-Wschodniej została wybrana przez europejskich Zielonych do Green Dream Team podczas kampanii do Parlamentu Europejskiego.
W czerwcu 2004 startowała w wyborach do Parlamentu Europejskiego z listy Zielonych i uzyskała 899 głosów. Zieloni nie przekroczyli wówczas progu wyborczego.
W wyborach do Sejmu 25 września 2005 startowała z pierwszego miejsca w okręgu nr 20 (Warszawa Wschód) jako kandydatka Zielonych z listy SdPl (na podstawie porozumienia zawartego między Zielonymi a SdPl) i uzyskała 2506 głosów. SdPl nie przekroczyła progu wyborczego.
Jest wegetarianką.